# Philippe Sireuil
Philippe Sireuil est un metteur en scène et professeur belge né le 14 novembre 1952 à Léopoldville.
Il a cofondé, avec Marcel Delval et Michel Dezoteux, le Théâtre Varia en 1980.

## Biographie
Philippe Sireuil a trois ans lorsque ses parents décident de quitter le Congo belge pour la France où l'enfant passe une scolarité paisible, ne découvrant la Belgique que lors de vacances à La Panne ou chez ses grands-parents dans un milieu modeste de Thudinie qu'il est aussi pour lui le « pays de la mort (...) des régions sans horizon et sans lumière » puisque la famille s’y rend à chaque décès.
Ses études secondaires au Lycée Hoche de Versailles sont interrompues par l’installation des parents à Bruxelles et se terminent, en section latin-mathématiques, à l’Athénée royal d’Ixelles où il a été forcé d’apprendre le néerlandais et où trois professeurs éveillent son sens civique et culturel : René Salme pour le dessin, Georges Weiss  pour l’histoire et la géographie et Gaston Compère pour le français.
À 18 ans, il entre à l’INSAS (Institut national supérieur des arts du spectacle et des techniques de diffusion) et va en sortir diplômé en section théâtre-techniques de communications sociales et de diffusion de la culture (1970-1974).  Il y suit les cours de René Hainaux, Paul Anrieu, Arlette Dupont et Gaston Jung ; il y découvre Jean Louvet en assistant aux répétitions de René Hainaux dans À bientôt Monsieur Lang au Théâtre du Parvis. 
Après avoir joué brièvement à l’Ensemble Théâtral Mobile (1975) et avoir monté Le virage de Dorst et Haute Autriche de Kroetz — « entouré d'acteurs et de dramaturges qui sont tous, peu ou prou, liés au parti communiste », il met en scène seul, sans aide dramaturgique, pour le Théâtre du Crépuscule qu’il a fondé, L’Entraînement du champion avant la course de Michel Deutsch, dans un refus des aprioris idéologiques comme des pratiques de subsidiation des pouvoirs publics.
Désireux, comme d’autres « jeunes » artistes de cette époque, de créer des modes de production nouveaux, de disposer de plus longues périodes de répétitions, de pouvoir salarier les acteurs, de disposer de budgets corrects pour les décorateurs et costumiers, etc., il est l’un des premiers à signer la première convention collective de travail du monde du théâtre belge, dite « convention du Jeune Théâtre ».
Au Crépuscule, il monte aussi August Strindberg, Marie-Luce Bonfanti, René Kalisky, Peter Handke et Louvet — retrouvé en 1975 au Festival d’Avignon où l’Ensemble Théâtral Mobile présentait une mise en espace de Le Train du Bon Dieu. Cinq ans plus tard, ayant davantage découvert l’histoire politique de la Belgique et, notamment l’assassinat de Julien Lahaut, Sireuil va commander L'homme qui avait le soleil dans sa poche à l’auteur wallon.  Sa mise en scène va susciter la polémique et attirer davantage l’attention sur son travail ; Sireuil attribue à cela le fait qu’il va ensuite être invité par Gérard Mortier à monter pour la première fois un opéra (Katja Kabanova de Leoš Janáček).
Les Créanciers de Strindberg est une coproduction avec le Groupe Animation Théâtre (ancien Théâtre Élémentaire) qui devient ensuite, par la volonté de Sireuil, Delval et Dezoteux, le Théâtre Varia.
Une nouvelle période s’ouvre pendant laquelle les trois artistes catégorisés « intellos videurs de salles » veulent démontrer qu’il est « possible de faire « autrement », du théâtre entretenant avec les spectateurs un dialogue artistique et social ». De 1981 à 1983, ils travaillent dans des conditions matérielles précaires ; l’achat du Théâtre Varia par la Communauté française les oblige à l’errance jusqu’en 1988 où, la rénovation étant achevée, ils peuvent réinvestir le lieu, y travailler, y accueillir d’autres artistes, y monter des expositions et y ouvrir des ateliers.
Au milieu des années 1990, Sireuil s’éloigne de la direction du Varia, tout en restant metteur en scène associé. Il travaille en d’autres lieux et aborde un théâtre d’intimité tout en travaillant sur de grandes scènes lorsqu’il met en scène des œuvres lyriques.
En 2003, après avoir été directeur artistique de l’Atelier-théâtre Jean Vilar à l’invitation expresse d’Armand Delcampe, il devient metteur en scène indépendant, artiste associé au Théâtre national de Belgique pour les saisons 2005 à 2010, compagnon du Théâtre de la Place des Martyrs depuis 2008.
Pendant près de vingt ans il enseigne à l’INSAS ; il donne également cours au Studio Hermann Teirlinck (Anvers) en 1985, au Conservatoire de musique de Genève en 1988, à l’École supérieure d'art dramatique de Strasbourg de 1985 à 1990, au Conservatoire de Lausanne en 2011, au Conservatoire royal de Mons en 2012 et à la Haute école de théâtre de Suisse romande en 2005.
Philippe Sireuil a élaboré « une écriture scénique spécifique, marquée par un certain gigantisme et un travail des atmosphères par le biais des éclairages » ; il règle effectivement les lumières pour presque chacune de ses mises en scène, en s’inspirant souvent de peintures. Ce talent d’éclairagiste, reconnu et apprécié, est mis au service d’autres artistes et metteurs en scène, comme pour L’annonce faite à Marie monté par le Groupov.

## Mises en scène
Parmi ses nombreuses mises en scène, on note particulièrement :
- Minetti de Thomas Bernhard, Prix du Challenge théâtral 1985 ;
- Café des patriotes de Jean-Marie Piemme, Prix du Théâtre 1998 ;
- La Forêt de Alexandre Ostrovski, Prix de la critique 2007 ;
- Shakespeare is dead, get over it ! de Paul Pourveur, qui lui vaut le Prix de la critique 2009.

| Année de création | Titre                                                                   | Auteur                                     | Lieu de création et divers                                              |
| ----------------- | ----------------------------------------------------------------------- | ------------------------------------------ | ----------------------------------------------------------------------- |
| 1976              | L’Entraînement du champion avant la course                              | Michel Deutsch                             | Studio Levie, Bruxelles.                                                |
| 1980              | Créanciers                                                              | August Strindberg                          | Ciné Rio, Bruxelles                                                     |
| 1980              | L’Homme qui avait le soleil dans sa poche                               | Jean Louvet                                | Théâtre communal de La Louvière                                         |
| 1980              | Ni vous ni moi n’étions conviées                                        | Marie-Luce Bonfanti                        | Ciné Rio, Bruxelles                                                     |
| 1981              | Sur les ruines de Carthage                                              | René Kalisky                               | Ciné Rio, Bruxelles                                                     |
| 1981              | Bienvenue au conseil d’administration                                   | Peter Handke                               | Ciné Marignan, Bruxelles                                                |
| 1985              | Minetti                                                                 | Thomas Bernhard                            | Théâtre Varia                                                           |
| 1986              | Les Pupilles du tigre                                                   | Paul Emond                                 | Théâtre de la Place, Liège, + éclairage                                 |
| 1990              | Les Caprices de Marianne                                                | Alfred de Musset                           | Théâtre Varia + lumières                                                |
| 1991              | Commerce gourmand                                                       | Jean-Marie Piemme                          | Théâtre Varia + éclairage                                               |
| 1990              | L’Échange                                                               | Paul Claudel                               | Théâtre Varia                                                           |
| 1992              | Le Badge de Lénine                                                      | Jean-Marie Piemme                          | La Rose des vents + décor et lumières                                   |
| 1991              | La Mouette                                                              | Anton Tchékhov                             | Théâtre Varia                                                           |
| 1993              | L'Histoire du soldat                                                    | Charles Ferdinand Ramuz et Igor Stravinsky | Théâtre de la Place + lumières                                          |
| 1992              | Oncle Vania                                                             | Anton Tchékhov                             | Théâtre Varia                                                           |
| 1994              | Dans la solitude des champs de coton                                    | Bernard-Marie Koltès                       | Théâtre de Sète                                                         |
| 1994              | Peines d’amour perdues                                                  | William Shakespeare                        | Théâtre de la Place + éclairages                                        |
| 1994              | Scandaleuses                                                            | Jean-Marie Piemme                          | Théâtre Varia                                                           |
| 1994              | Don Giovanni                                                            | Mozart                                     | Opéra royal de Wallonie, Liège                                          |
| 1995              | On ne badine pas avec l’amour                                           | Alfred de Musset                           | Théâtre de la Place + scénographie et éclairages                        |
| 1996              | La Provinciale                                                          | Ivan Tourgueniev                           | Théâtre Le Public + éclairages                                          |
| 1997              | Chronique de ces années-là II : Tango/Tangage                           | Jean-Marie Piemme                          | Théâtre de la Balsamine, Bruxelles                                      |
| 1996              | Le nozze di Figaro                                                      | Mozart                                     | Opéra royal de Wallonie                                                 |
| 1997              | Les Petits Bénéfices                                                    | Jean-Marie Piemme                          | Théâtre de la Balsamine                                                 |
| 1997              | Récit de ma naissance                                                   | Jean-Marie Piemme                          | Théâtre de la Balsamine                                                 |
| 1997              | La serveuse qui n’a pas froid                                           | Jean-Marie Piemme                          | Théâtre de la Balsamine                                                 |
| 1997              | La Stellidaura vendicante                                               | Francesco Provenzale                       | Théâtre de la Place                                                     |
| 1997              | Zoo de nuit                                                             | Michel Azama                               | Théâtre Varia + éclairages                                              |
| 1998              | Café des patriotes                                                      | Jean-Marie Piemme                          | Théâtre Varia + décor et lumières                                       |
| 1998              | J'étais dans ma maison et j'attendais que la pluie vienne               | Jean-Luc Lagarce                           | Théâtre de l’Ancre, Charleroi, + éclairages                             |
| 1997              | La Musica deuxième                                                      | Marguerite Duras                           | Théâtre Le Public + scénographie                                        |
| 1998              | Partage de midi                                                         | Paul Claudel                               | Théâtre Varia + lumières                                                |
| 1999              | Toréadors                                                               | Jean-Marie Piemme                          | Théâtre Le Public                                                       |
| 1999              | Les Guerriers                                                           | Philippe Minyana                           | Théâtre de l’Ancre + lumières                                           |
| 1999              | Lulu                                                                    | Alban Berg                                 | Opéra royal de Wallonie + lumières                                      |
| 2000              | Nous, les héros                                                         | Jean-Luc Lagarce                           | Théâtre Varia + décor et éclairages                                     |
| 2000              | Devant le mur élevé                                                     | Jean Louvet                                | Théâtre Varia                                                           |
| 2001              | L'Enfant et les Sortilèges                                              | Maurice Ravel                              | Théâtre royal de la Monnaie + éclairages                                |
| 2002              | Hedda Gabler                                                            | Henrik Ibsen                               | Théâtre Jean Vilar (Louvain-la-Neuve) + éclairages                      |
| 2001              | L'Heure espagnole                                                       | Maurice Ravel                              | Théâtre royal de la Monnaie + éclairages                                |
| 2002              | Le Triomphe de l'amour                                                  | Marivaux                                   | Aula Magna, Louvain-la-Neuve + éclairages                               |
| 2004              | Des couteaux dans les poules                                            | David Harrower                             | Les Arbalestriers, Mons + éclairages                                    |
| 2004              | Récit de la servante Zerline                                            | Hermann Broch                              | Comédie Claude Volter + éclairages                                      |
| 2004              | Tartuffe ou l'Imposteur                                                 | Molière                                    | Théâtre national de la Communauté française + éclairages                |
| 2006              | Mesure pour mesure                                                      | William Shakespeare                        | Théâtre national de la Communauté française + éclairages                |
| 2006              | La Forêt                                                                | Alexandre Ostrovski                        | Théâtre national de la Communauté française + lumières                  |
| 2007              | Pelléas et Mélisande                                                    | Claude Debussy                             | Théâtre royal de Liège + lumières                                       |
| 2007              | Dialogue d’un chien avec son maître sur la nécessité de mordre ses amis | Jean-Marie Piemme                          | Théâtre national de la Communauté française + scénographie              |
| 2008              | Haydn Amore                                                             | Joseph Haydn                               | Théâtre royal de la Monnaie + décors                                    |
| 2008              | La Lumière Antigone                                                     | Pierre Bartholomée                         | Théâtre royal de la Monnaie + éclairages                                |
| 2008              | Le Misanthrope                                                          | Molière                                    | Théâtre national de la Communauté française                             |
| 2009              | Bérénice                                                                | Jean Racine                                | Théâtre de la Place des Martyrs, Bruxelles, + lumières                  |
| 2009              | Mort de chien                                                           | Hugo Claus                                 | Auditorium Paul Willems (Palais des Beaux-Arts), Bruxelles + éclairages |
| 2009              | Shakespeare is dead, get over it !                                      | Paul Pourveur                              | Théâtre national de la Communauté française + scénographie et lumières  |
| ...               |                                                                         |                                            |                                                                         |
| 2016              | Voyage au bout de la nuit                                               | Louis Ferdinand Céline                     | Comédie de Genève                                                       |

## Distinctions
- Prix du Challenge théâtral, 1985
- Prix du Théâtre, 1998
- Prix de la critique, 2007 et 2009
- Chevalier des Arts et des Lettres, 1993
- Membre de la Classe des Arts de l'Académie Royale des Sciences, des Lettres et des Beaux-Arts de Belgique, 2017